# Bad Boys (gruppo musicale)
The Bad Boys sono stati un gruppo musicale britannico, attivi fra il 1964 e il 1968.
Dopo un esordio non molto fortunato in patria, la band si spostò in Italia dove ebbe maggiore successo. Il critico musicale Cesare Rizzi li ha definiti un gruppo di «piccoli scontrosi che fecero da subito la parte dei grandi arrabbiati» e che, nonostante le doti musicali «non [...] trascendentali e il repertorio [...] piuttosto fragile», è stato «tra i più grintosi rocker arrivati in Italia» da Oltremanica lungo gli anni sessanta.

## Storia dei The Bad Boys

### 1964-1965: gli esordi nel Regno Unito
La band nacque alla Elliotts Green Grammar School, dall'incontro di Wally Scott, Ron Hanson, Tom Jordan e Bernie Martin. Del tutto autodidatti, la band suonava dal vivo un repertorio di musica rock-beat che comprendeva i brani allora più in voga, e nel 1964, nonostante non trovassero granché spazio, riuscirono comunque a pubblicare con la Piccadilly Records il loro primo singolo, The Owl and the Pussycat, grazie all'interessamento del manager Leo Wätcher. L'anno successivo, passarono dalla sussidiaria Piccadilly alla casa discografica madre Pye Records, incidendo il singolo contenente Satisfaction dei The Rolling Stones ed il brano tradizionale inglese Mr. Tambourine Man.

### 1965-1966: Brit-It invasion eBest of the Bad Boys
Nel 1965, anche grazie a Leo Wätcher che in quell'anno organizzò il primo tour dei Beatles in Italia, ai The Bad Boys venne offerta l'occasione di esibirsi come "spalla" dei New Dada al concerto di inaugurazione del Piper Club di Milano. Il tour prevedeva poi date a Viareggio e Roma, e risalgono a queste occasioni i contatti con Natale Sciascia che li ingaggiò nella sua etichetta, la Style. The Bad Boys decisero quindi di trasferirsi in Italia, partecipando così a quel trend inaugurato da The Rokes che vedeva band inglesi trasferirsi in Italia per portare il nuovo verbo della musica beat, denominato molti anni dopo Brit-It invasion. La Style diede grande fiducia alla band, preparando per loro un progetto che prevedeva una serie di singoli ed un LP, mezzo allora riservato a band perlopiù già affermate. Il disco, che prese il titolo di Best of the Bad Boys, racchiudeva alcune cover in inglese di altri artisti (tra cui The Kinks, John Mayall e la coppia Barry Mann-Cynthia Weil), i brani inediti Runnin' And Hidin'  e She's A Breakaway ed i brani in italiano Balliamo il Jerk (cover in italiano di The Jerk dei The Larks), Se l'acqua passa sotto i ponti e Finché t'incontrero.
All'album seguì prima il 7" intitolato Gol (Style, 1966), una cover in italiano di Kicks di Paul Revere & the Raiders) che vedeva nel lato B She's a Breakaway, e poi ancora Finché t'incontrerò / Balliamo il Jerk (Style, 1966) e Kicks / She's A Breakaway (Style, 1966). I brani originali di questi singoli apparivano secondo alcuni critici, «più melodico e decisamente mediocre»:
Sempre ius quell'anno parteciparono al Festival delle rose 1966 con il brano Il mio amore è un capellone (Style, 1966) e pubblicarono Shaly N.° 1 / Quel ragazzo triste sono io (Style, 1966). Il successo di quest'ultimo 7" li portò a Settevoci, un programma RAI dove il brano veniva cantato dal vivo come sigla. Questo singolo, risultò essere l'ultima canzone di successo del gruppo..

### 1967-1968: L'ultima parte di carriera ed il declino del beat in Italia
Nel 1967 The Bad Boys incisero ancora un singolo 7" intitolato Cerco la verità / Che vita la mia (Style), ma il singolo non raggiunge il successo sperato dai produttori, ed i Bad Boys cambiarono etichetta, pubblicando l'anno dopo il singolo 7" Da, Da, Da / Nasco Da Oggi con la City Record di Alessandro Friggieri. L'ultimo atto degno di nota del gruppo fu l'ingaggio di Hanson, Jordan e Martin come musicisti nel primo 45 giri di Francesco Guccini, pubblicato nel 1968, Un altro giorno è andato/Il bello.

### The Bad Boys dopo lo scioglimento
Ron Hanson divenne conduttore per Radio Deejay, facendosi chiamare Ronnie Hanson.
Nel 1996, venne ristampato il loro unico album, con l'aggiunta degli altri singoli realizzati dopo la pubblicazione dell'album originale.

## Formazione
- Wally Scott – voce e chitarra (1964-1968)
- Ron Hanson – voce e chitarra (1964-1968)
- Tom Jordan – voce e basso (1964-1968)
- Bernie Martin – batteria (1964-1968)

## Discografia

### 33 giri
- 1966: Best of the Bad Boys (Style, STLP 8061)

### 45 giri
- 1964: The Owl and the Pussycat/That's What I'll Do (Piccadilly Records)
- 1965: Satisfaction/Mr. Tambourine Man (Pye Records)
- 1966: Gol/She's A Breakway (Style, STMS 633)
- 1966: Balliamo il jerk/Finché ti incontrerò (Style, STMS 634)
- 1966: Kicks/She's A Breakway (Style, STMS 635)
- 1966: Il mio amore è un capellone/Runnin' and Hidin' (Style, STMS 643)
- 1967: Shaly nº 1/Quel ragazzo triste sono io (Style, STMS 648)
- 1967: Che vita la mia/Cerco la verità (Style, STMS 658)
- 1968: Da da da/Nasco da oggi (City, C 6215)

### CD
- 1996: Best of the Bad Boys (On Sale Music, 52-OSM-012; ristampa dell'omonimo album del 1966 con sei bonus tracks)